# Johanna Westerdijk

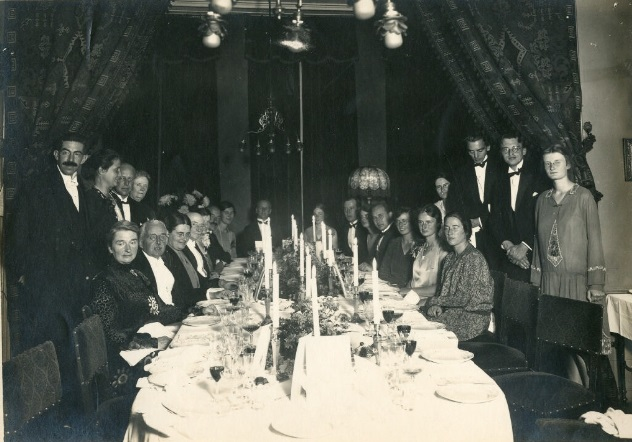
Johanna Westerdijk (zittend derde van links), F. A. F. C. Went, Marcel Minnaert (staand links met snor) en anderen zitten aan bij een Utrechts promotiediner. Voor 1936. (Coll. Universiteitsmuseum Utrecht)

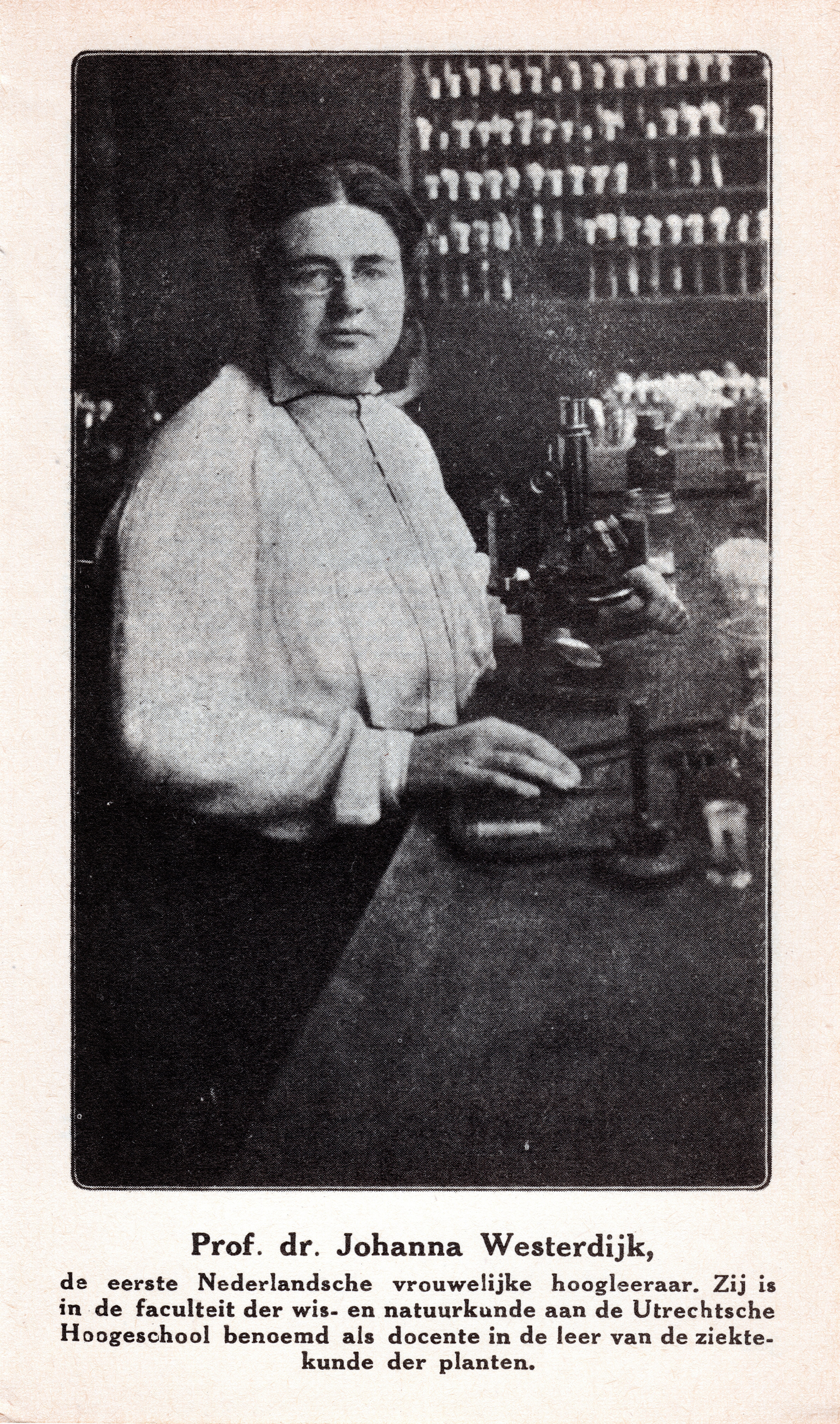
Prof. dr. Johanna Westerdijk

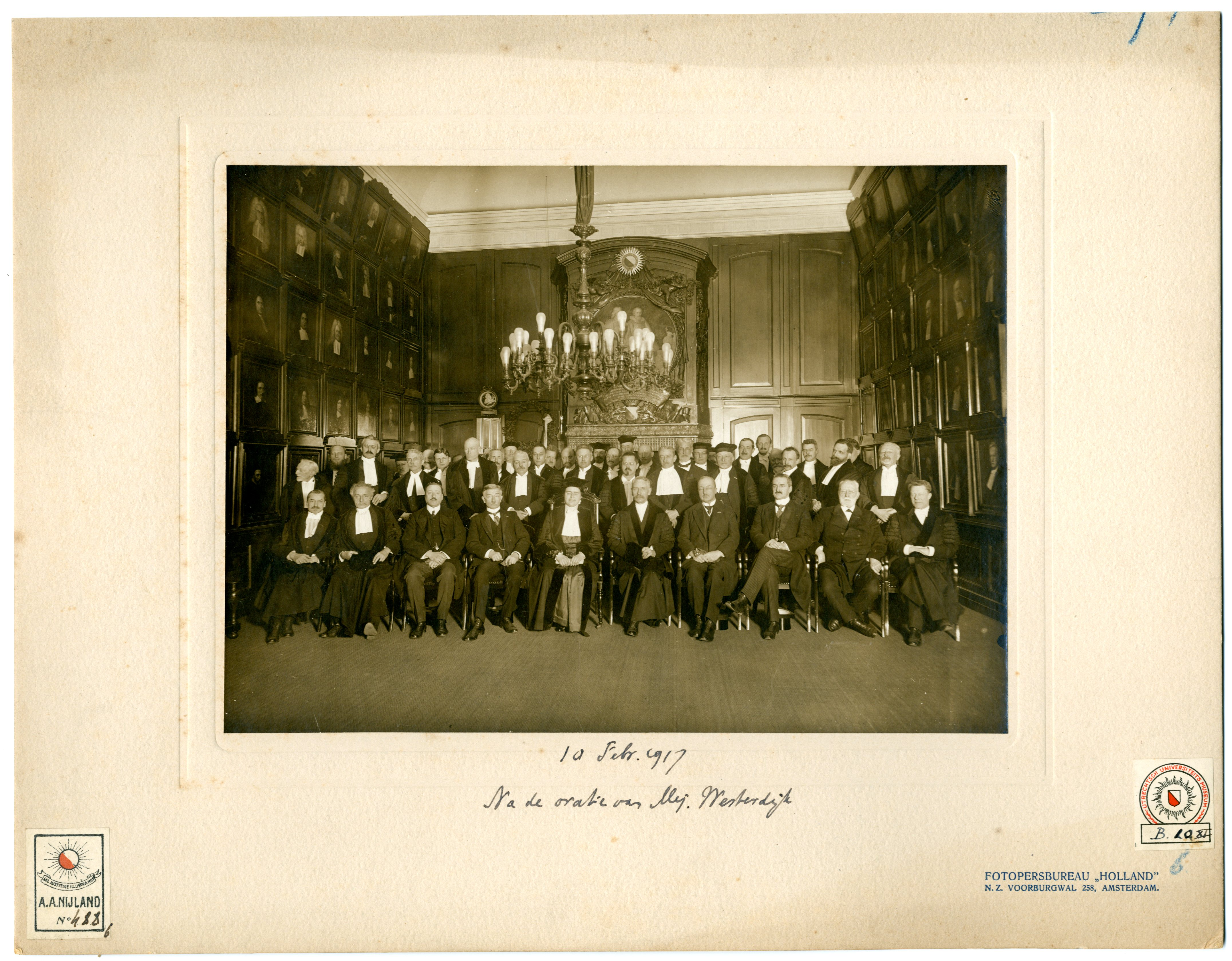
Groepsportret, gemaakt na de oratie van professor Johanna Westerdijk op 10 februari 1917. Staand op de tweede rij, van links naar rechts: Snellen, Went en Nijland naast elkaar en uiterst rechts Zwaardemaker.

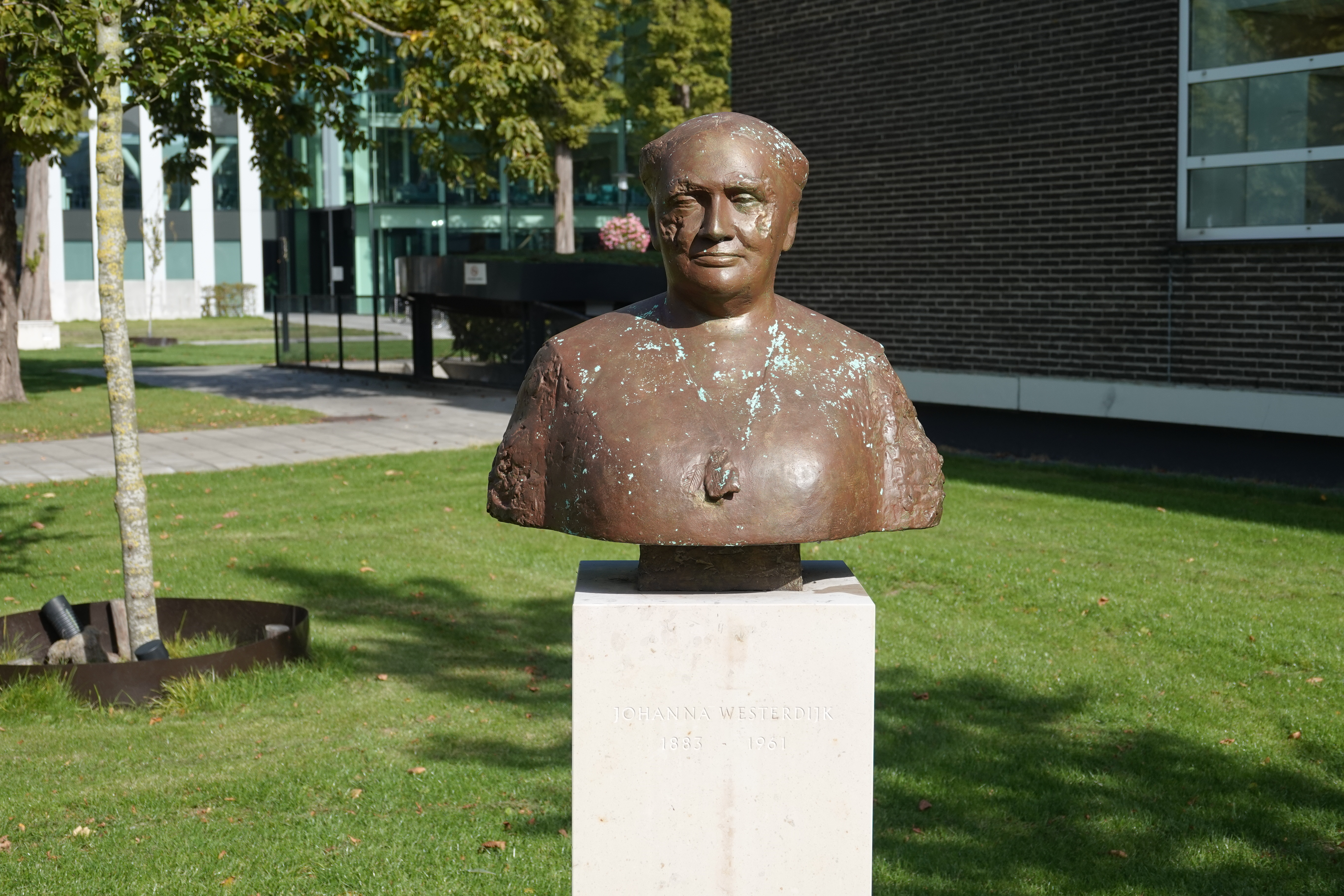
Bronzen buste van Johanna Westerdijk, onthuld in 2017.

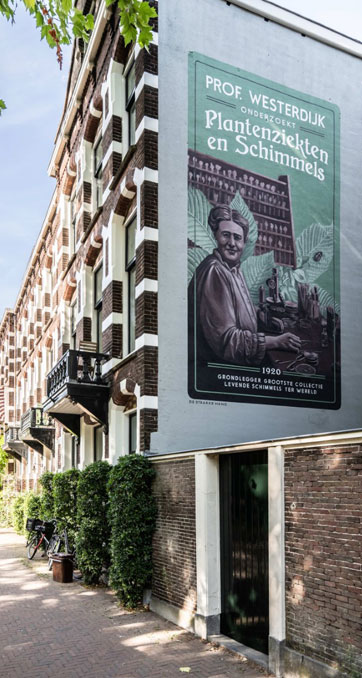
Muurschildering Johanna Westerdijk, Maliesingel 54, Utrecht.

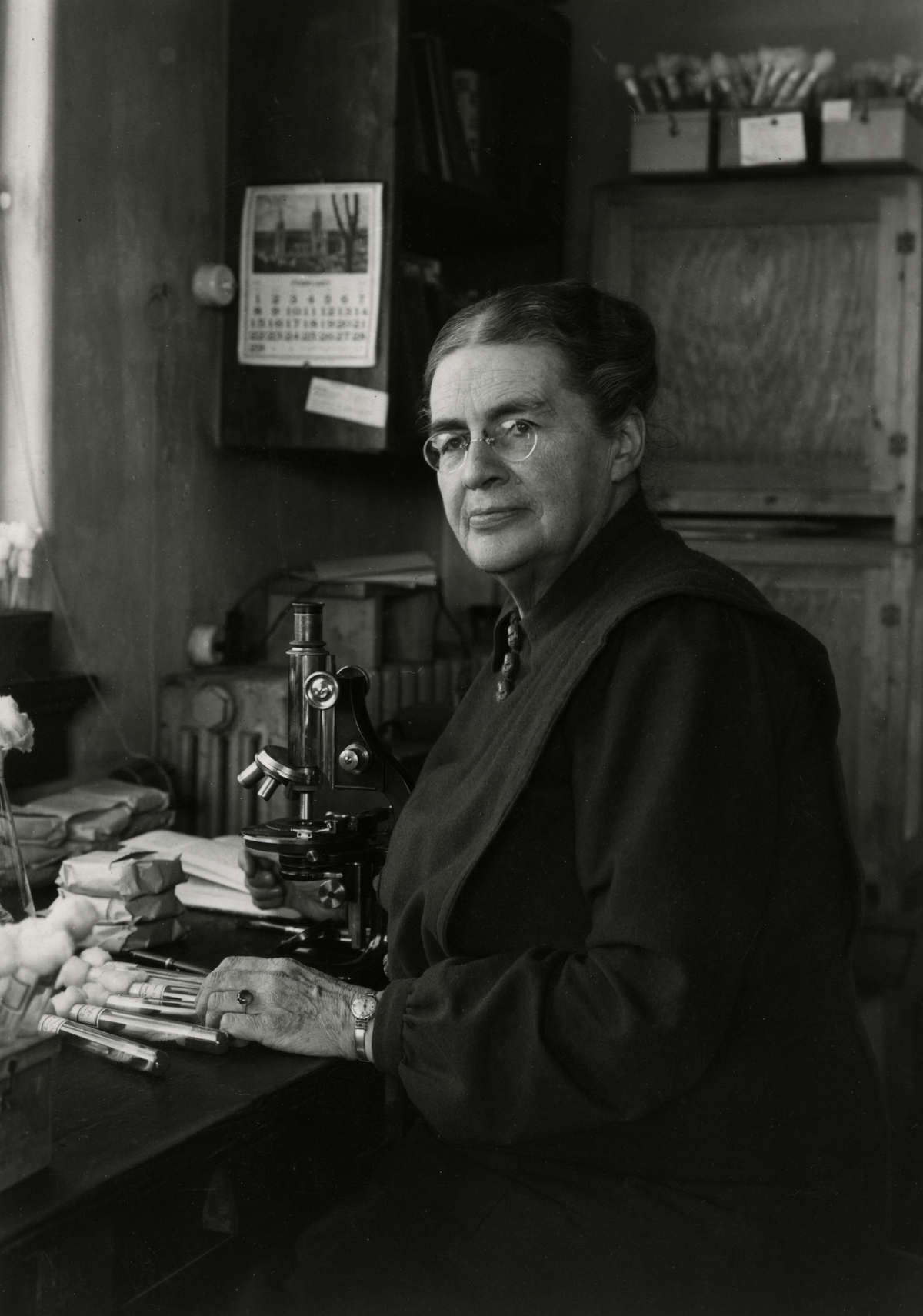
Westerdijk (rond 1948)

Johanna Westerdijk (Nieuwer-Amstel, 4 januari 1883 – Baarn, 15 november 1961), voor vrienden Hans, was een Nederlands plantkundige en mycoloog. Zij werd in 1917 buitengewoon hoogleraar in de plantenziektekunde (fytopathologie) aan de Universiteit Utrecht en was daarmee de eerste vrouwelijke hoogleraar (professor) in Nederland. In 1930 volgde een tweede benoeming tot buitengewoon hoogleraar aan de Universiteit van Amsterdam. Ze bekleedde deze twee functies tot 1952, toen ze met vervroegd emeritaat ging. Haar afscheidsrede voor de Universiteit Utrecht hield ze op 22 november 1952.

## Levensloop
Westerdijk stamde uit een gegoede artsenfamilie. Haar ouders waren Bernard Westerdijk en Aleida Catharina Scheffer. Ze volgde in Amsterdam de opleiding voor de 'acte K iv', de onderwijsbevoegdheid voor de vakken plant-, dier-, delfstof- en aardkunde voor het middelbaar onderwijs, waarmee het niet mogelijk was te promoveren aan een Nederlandse universiteit. Daarna verrichtte ze in München onderzoek naar levermossen bij de botanicus Karl Ritter von Goebel. Ze kon aan die universiteit niet promoveren, aangezien ze geen gymnasiumdiploma had. In 1906 promoveerde ze in Zürich bij Hans Schinz op een proefschrift over de regeneratie van bladmossen.
Ze werd in 1906 op 23-jarige leeftijd directeur van het Phytopathologisch Laboratorium 'Willie Commelin Scholten' Amsterdam (1894-2005) als opvolger van Jan Ritzema Bos. Ze behield deze functie tot in 1952, waarna zij werd opgevolgd door Louise Kerling.
Westerdijk kreeg in 1907 ook de leiding over de schimmelcollectie van het Centraal Bureau voor Schimmelcultures (CBS, CBS-KNAW; in 2017 hernoemd tot het Westerdijk Fungal Biodiversity Institute), in 1903 opgericht door de botanicus F.A.F.C. Went (1863-1935). De collectie werd ondergebracht in het Laboratorium 'Willie Commelin Scholten', dat op 2 februari 1921 naar Baarn verhuisde, waar het onder leiding van Westerdijk tweemaal uitbreidde. De schimmelcollectie groeide onder haar leiding van circa 80 tot 11.000 soorten, de grootste collectie ter wereld. Ze bleef tot 1958 aan als directeur.
Westerdijk heeft met haar promovendi veel onderzoek verricht naar de iepziekte. Ze toonde aan dat de pathogene schimmel Ceratocystis ulmi de sterfte bij de iep veroorzaakte. Omdat de ontdekking van deze schimmel in Nederland plaatsvond wordt in het Engels de iepziekte nog altijd Dutch elm disease genoemd.
Vanaf 1913 maakte Westerdijk studiereizen naar Nederlands Oost-Indië, Japan, de Verenigde Staten, Portugal en Zuid-Afrika. Dankzij de contacten die ze legde vonden vele van haar studenten daar werk, vooral in Indië. In 1917 werd ze benoemd tot buitengewoon hoogleraar in de fytopathologie aan de Rijksuniversiteit Utrecht, waarmee zij de eerste vrouwelijke hoogleraar was in Nederland. In 1907 was Marie Elise Loke in Groningen als eerste vrouw in Nederland benoemd tot lector (nieuwe Franse taal- en letterkunde) en in 1904 was in Utrecht Johanna de Jongh als eerste vrouw toegelaten als privaatdocent (kunstgeschiedenis). In 1930 werd Westerdijk ook aan de Universiteit van Amsterdam buitengewoon hoogleraar in de fytopathologie. Tussen 1922 en 1952 promoveerden 56 onderzoekers bij haar. De eerste was Bea Schwarz (Marie Beatrice Schol-Schwarz), die de oorzaak van de iepziekte ontdekte. Ook de fytopathologen Christine Buisman en Maria Petronella Löhnis (ook 'Lohnis', 1888-1964) werden door Westerdijk opgeleid.
Johanna Westerdijk stond bekend als gastvrij, muzikaal en dol op feestjes, maar ook als goede docent, onderzoeksleider en organisator. Haar motto was:
Werken en feesten vormt schoone geesten.
Een andere bekende uitspraak van haar is:
Van een saai leven gaat zelfs een schimmel dood.

## Inzet voor vrouwen in de wetenschap
Sinds haar aanstelling als hoogleraar in 1917 zette Westerdijk zich in voor vrouwelijke studenten. Westerdijk was zich er goed van bewust dat ze in een mannenwereld leefde. Ze wist dat ze haar positie als hoogleraar aan mannen als Friedrich 'Frits' Went en Hugo de Vries te danken had en genoot net als zij nationaal en internationaal veel aanzien.
Ze gebruikte haar positie als hoogleraar en directeur van het Centraal Bureau voor Schimmelcultures om zelf haar studentes aan te nemen.
Hoewel Westerdijk zich inspande voor de vrouwen in de wetenschap, is ze nooit naar voren getreden als feminist. Tijdens haar rondreis voor haar benoeming tot hoogleraar in 1914 deed ze ook de Verenigde Staten aan, waar het puritanisme hoogtij vierde. Voor haar reis had Westerdijk een positief beeld van Amerika: er waren toen al staten waar vrouwen stemrecht hadden, terwijl dat in Nederland pas in 1919 gerealiseerd werd. Maar haar beeld van een geëmancipeerd Amerika veranderde snel. Ze mocht bijvoorbeeld niet met mannelijke biologen door dezelfde deur en werd raar aangekeken, omdat ze alleen in een hotelkamer sliep. De sociale vrijheid bleek in Amerika kleiner dan in Nederland. Westerdijk vroeg zich af wat het nut van politieke vrijheid is, als de sociale vrijheid achterblijft.

## Wetenschapsorganisaties
Naast hoogleraar en directeur was Westerdijk actief lid van meerdere wetenschappelijke organisaties. Van 1918 tot 1931 was ze bestuurslid van de Vereeniging van Vrouwen met een Academische Opleiding. Ze was van 1932 tot 1937 voorzitter ('president') van de International Foundation for University Women (IFUW, tegenwoordig Graduate Women International). Op 29 mei 1951 werd Westerdijk lid van de Koninklijke Nederlandse Akademie van Wetenschappen (KNAW) en kreeg ze eredoctoraten aan de Universiteit van Uppsala (1957) en de Universiteit van Gießen (1958).
Westerdijk spande zich in voor alle studenten, niet alleen voor vrouwelijke studenten. Zo protesteerde zij, toen de Amsterdamse Vrouwelijke Studenten Vereniging in 1939 een groep Zuid-Afrikaanse studenten weigerde te ontvangen, omdat het een gemengde (mannen en vrouwen) groep betrof. Voor Westerdijk was de (internationale) wetenschap principieel democratisch, en uitsluiting op welke grond dan ook ongeoorloofd. In 1934 had de IFUW onder haar leiding een resolutie aangenomen die stelde dat de IFUW nationale verenigingen voor academische vrouwen (zoals de VVAO) kon uitsluiten van lidmaatschap van de IFUW als die verenigingen gekwalificeerde vrouwen weigerden op grond van ras, godsdienst of politieke voorkeuren. Deze resolutie werd ingegeven door de opkomst van nazistische en fascistische regimes in Europa. In Italië en Duitsland kwamen de nationale verenigingen onder vuur te liggen van de fascistische en nazistische regimes. In Krakau in 1936 werd besloten dat hoewel de nationale verenigingen geweerd konden worden, de IFUW academische vrouwen uit deze landen alsnog individueel kon opnemen als zij uitgesloten werden van lidmaatschap van de nationale vereniging, in ballingschap leefden, of de nationale vereniging waar ze lid van waren niet meer bestond (zoals in Italië). De resolutie van 1934 werd in 1939 ook toegevoegd aan Artikel 1 van de IFUW. Daarom en vanwege de morele plicht om individuele leden te helpen, hielp de IFUW vrouwelijke onderzoekers te ontsnappen uit nazi-Duitsland. Ook schreef Westerdijk in 1937 samen met zes andere onderzoekers een brief aan Adolf Hitler, in de (vergeefse) hoop de Duitse communiste Liselotte Hermann vrij te krijgen.

## Eerbetoon
Een aantal gemeenten in Nederland vernoemde plekken in de open ruimte naar de wetenschapper:
- Johanna Westerdijkstraat in Velserbroek, Spijkenisse, Amsterdam (Dapperbuurt), Rijswijk (Zuid-Holland) en Leiden
- Johanna Westerdijkplein in Den Haag
- Johanna Westerdijk erf in Heerhugowaard
- Johanna Westerdijk-serre in Amersfoort
- Amsterdam heeft voorts een officieus Johanna Westerdijkplein(tje) (2018)

Het jaar 2017 werd op initiatief van de Universiteit Utrecht de Koninklijke Akademie van Wetenschappen en de Universiteit van Amsterdam uitgeroepen tot het Westerdijkjaar. In dat jaar was het 100 jaar geleden dat Johanna Westerdijk werd benoemd tot hoogleraar aan de Universiteit Utrecht, waarmee ze de eerste vrouwelijke hoogleraar in Nederland is In het Westerdijkjaar werd door de Nederlandse Organisatie voor Wetenschappelijk Onderzoek (NWO) en de toenmalige minister van Onderwijs, Cultuur en Wetenschap Jet Bussemaker, de Westerdijk Talent Impuls in het leven geroepen, bedoeld om het aantal vrouwelijke hoogleraren te vergroten en daardoor bij te dragen aan meer diversiteit in de wetenschappelijke top.
Op 10 februari 2017, 100 jaar nadat Westerdijk haar oratie ter gelegenheid van de aanvaarding van haar hoogleraarschap uitsprak, is de naam van het Centraal Bureau voor Schimmelcultures (CBS-KNAW) gewijzigd in Westerdijk Fungal Biodiversity Institute als eerbetoon aan haar en haar werk. Op 24 juni 2017 werd ter ere van Westerdijk in Baarn een herdenkingsboom geplant. Op 31 augustus 2017 werd de bronzen buste van Westerdijk onthuld die beeldhouwer Judith Pfaeltzer in opdracht van het Westerdijk Fungal Biodiversity Institute heeft gemaakt.
Sinds augustus 2022 is er op Maliesingel 54 in Utrecht een muurschildering met de beeltenis van Johanna Westerdijk in haar schimmellaboratorium te zien. De muurschildering is gemaakt door De Strakke Hand, een collectief van kunstschilders dat grote muurschilderingen realiseert in het stedelijk landschap. Jacqueline Castelijns en Marieke Bemelman namen het initiatief voor deze muurschildering. Onder de naam SPORE willen zij Johanna Westerdijk en andere historische vrouwen bekend maken bij een breder publiek. Zij zochten daartoe de samenwerking met het Westerdijk Fungal Biodiversity Institute. De schildering is gebaseerd op een fotoportret van Johanna, afkomstig van Atria, kennisinstituut voor emancipatie en vrouwengeschiedenis.

## Prijzen en toekenningen
- Lid van de Koninklijke Nederlandse Akademie van Wetenschappen (1951)[24]
- Fellow van de Linnean Society of London[24]
- Orde van Oranje-Nassau[2]
- Orde van de Nederlandse Leeuw[24][2]
- Military Order of Saint James of the Sword (Portugal)[24]
- Otto Appel Medaille (1953) (established for outstanding plant pathologists) at Heidelberg[24]
- Honorary doctorate van de Uppsala Universiteit (1957)[24][2]
- Honorary doctorate van de Universiteit van Giessen (1958)[24]
- Lid van de Koninklijke Hollandsche Maatschappij der Wetenschappen[25]

## Publicaties van Westerdijk (selectie)
- Zur Regeneration der Laubmoose. Inaugural-Dissertation zur erlangung der philosophischen Doktorwürde vorgelegt der hohen philosophischen Fakultät, Nijmegen, 1906, dissertatie Zürich
- Die Mosaikkrankheit der Tomaten, 1910 (boek)
- Untersuchungen über Sclerotinia Libertiana Fuckel als Pflanzenparasit, 1911
- De nieuwe wegen van het phytopathologisch onderzoek, 1917, J.H. de Bussy, Amsterdam (boek)
- Bijdrage tot de mycologische flora van Nederland, Groningen, De Waal, 1917 (boek)
- Relations between horticulture and plantpathology, 1923 (boek)
- De groei der phytopathologie, 1930 (boek)
- De iepenziekte : Rapport over het onderzoek verricht op verzoek van de Nederlandsche heidemaatschappij, 1933 (boek)
- List of cultures 1947, Baarn, 1947 (boek)
- Afscheidsrede aan de universiteiten van Utrecht en Amsterdam op 22 November 1952 uitgesproken te Hilversum, 1952

## Publicaties over Westerdijk
Onder meer:
- Bosch, Mineke, 'Johanna Westerdijk: ambassadrice voor de wetenschap.' In: Jamin, Hervé (eindred.), Zes maal Zestig : 360 jaar universitaire geschiedenis in zes biografieën. Utrecht : Universiteit Utrecht. ISBN 903931473X. p. 68-75.
- Faasse, Patricia Elisabeth (2012). Een beetje opstandigheid : Johanna Westerdijk : de eerste vrouwelijke hoogleraar van Nederland. Atlas Contact, Amsterdam. ISBN 978-90-450-2281-9., recensie en radio-interview met Faasse over Westerveld minuten 29:00-39:00
- Jaarsveld, A., Professor Westerdijk en Het Laboratorium 'Willie Commelin Scholten, Vakblad voor Biologen 12 (extra nummer, 15 maart 1931) 202-206
- Löhnis, Maria Petronella, Johanna Westerdijk : een markante persoonlijkheid, Wageningen, 1963
- Ridder, Iris de & Wies Teepe, Leven en werk van Johanna Westerdijk, Utrecht?, 1980?
- Schol-Schwarz, M.B., De persoon van Professor Dr Johanna Westerdijk, Tijdschrift over Plantenziekten 58 (1952) 200-201
- (en) Boonekamp, Piet M; Pieterse Corné M.J; Govers, Francine; Cornelissen, Ben J.C.  (8 februari 2019). Johanna Westerdijk (1881-1961) - The impact of the grand lady of phytopathology in the Netherlands from 1917 to 2017. European Journal of Plant Pathology  154 (1): 11–16. DOI:10.1007/s10658-019-01670-w.
- Zevenhuizen, E.J.A. (2008). Vast in het spoor van Darwin : biografie van Hugo de Vries (proefschrift, Universiteit van Amsterdam) (pdf). Geraadpleegd op 23 juli 2024.

## Appendix
- Author citation (botany): Westerd.
- Biografisch Portaal: 73433858
- Digitale Bibliotheek voor de Nederlandse Letteren: west157
- Gemeinsame Normdatei: 117728365
- International Standard Name Identifier: 0000 0003 6932 3556
- Library of Congress Control Number: no2018054233
- Nederlandse Thesaurus van Auteursnamen: 071454853
- Réseau des bibliothèques de Suisse occidentale: 02-A021541037
- Istituto Centrale per il Catalogo Unico: UBOV287633
- Virtual International Authority File: 47547210
- WorldCat: E39PBJmP9YXpK7qXmwDJBq8jYP